# Domeniu vital
Domeniul vital sau spațiul vital reprezintă o suprafață de teren din habitat în care animalul sau grupul de animale se stabilește permanent sau temporar în vederea hrănirii, apărării și reproducerii. În centrul domeniului vital se află cuibul sau culcușul animalului. De regulă, acest spațiu este delimitat, stăpânit și apărat cu vehemență împotriva intruziunii altor indivizi din aceeași specie. Ex.: domeniul vital al șoimulețului de seară (Falco vespertinus) cuprinde locul din pădure unde înnoptează și zona de câmpie unde vânează. În domeniul vital al unei specii se întâlnesc cele mai favorabile condiții de dezvoltare și înmulțire a indivizilor săi.